# Valerio Adami
Valerio Adami (* 17. března 1935, Bologna) je italský malíř.

## Život
Narodil se 17. března roku 1935 v Bologni. Již ve svých deseti letech, začal studovat malbu pod vedením Felice Careny. V roce 1951 byl přijat na Brerovu akademii, kterou dostudoval v roce 1954. Po odjezdu do Paříže v roce 1955 se setkal s Roberto Mattou a Wifredem Lamem, kteří výrazně ovlivnili jeho tvorbu.
Na počátku své kariéry tvořil expresionistické obrazy, ale kolem roku 1964 si vytvořil vlastní malířský styl připomínající francouzský cloisonnismus.Jeho náměty jsou vysoce stylizované a často prezentované ve fragmentech.
V 70. letech 20. století se začal ve své tvorbě zabývat politikou a do své tvorby zahrnul témata jako moderní evropské dějiny, literaturu, filozofii a mytologii. V letech 1985 až 1998 se konaly čtyři retrospektivní výstavy Adamiho díla. Konaly se v Paříži, v Centre Julio-Gonzalez de Valence (Španělsko), v Tel Avivu a v Buenos Aires. V roce 2010 věnovalo Muzeum umění v Boca Raton Adamiho malbám a kresbám zvláštní výstavu.